# Хромио (Кожани)
Хромио (грчки: Χρώμιο) је насељено место у саставу општине Кожани, округ Кожани, у периферији Западна Македонија, Грчка.

## Име
До 1927. године село Хромио се звало Сфилци (грчки:Σφίλτσι).

## Географија
Хромио се налази на око 33 km југозападно од града Кожани, у подножју планине Црвена Гора (Вуринос). На западу се граничи са гребенским селом Варис.

## Историја
На крају 19. века Сфилци је грчко хришћанско село у југозападном делу Кожанске казе Отоманске империје.
По статистикама службеника Бугарске егзархије Васила К'нчова из 1900. године у селу Сфилци живи 252 елинофоних Грка.
По подацима грчког конзулата у Еласони из 1904. године у селу Сфилци живи 275 православних Грка.

### После Балканских ратови
У Првом балканском рату село је ослободила грчка војска. После Другог балканског рата 1913. године и договора о подели отоманске области Македоније село улази у састав Краљевине Грчке.
Село Сфилци, 1927. године добија ново име Хромио, што је грчко име за метал Хром. На око 5 km од села, на планини Црвена Гора 1995. године је отворен велики музеј „Музеј македонске борбе“, посвећен грчким устаницима против Турака, који су се борили за припајање јужне Македоније Грчкој. Основа за музеј је црква „Свети Никола“ (из 1859. године). Црква је у вези са грчким ослободилачким устанком из 1878. године. У њој је 18. фебруара те године основана устаничка „Привремена Влада“ која је прокламовала ослобађање овог дела Егејске Македоније. Данас у селу живи 185 становника.